# Битва титанов (серия фильмов)
«Битва титанов» (англ. Clash of the Titans) — американская серия фэнтезийных боевиков, основанных на персонажах и мифах древнегреческой мифологии. Первый фильм «Битва титанов» вышел в 1981 году, ремейк — в 2010 году. Ремейк породил сиквел «Гнев титанов», премьера которого состоялась в 2012 году.

## Фильмы

### Сила троянцев (отменён)
В 1984 году MGM была предложена идея для сиквела оригинального фильма, но он так и не был создан. Фильм должен был называться «Сила троянцев».

### Битва титанов (2010)
Персей, сын бога, воспитанный человеком, не смог защитить свою семью от Аида, мстительного повелителя подземного мира. Теперь ему уже нечего терять, и он добровольно соглашается возглавить опасную миссию, чтобы одержать победу над Аидом до того, как тот отберет власть у Зевса и выпустит демонов подземного царства на Землю. Возглавляя отряд бесстрашных воинов, Персей отправляется в рискованное путешествие по лабиринту запретных миров. Чтобы победить в свирепой схватке с жуткими демонами и злобными чудовищами, противостоять злому року и стать хозяином своей судьбы, он должен осознать и принять свою божественную силу.

### Гнев титанов (2012)
Спустя десятилетие после героической победы над чудовищным Кракеном Персей — полубог, сын Зевса — пытается жить спокойной жизнью деревенского рыбака и отца-одиночки, воспитывая десятилетнего сына Элея. В то же время между титанами и богами начинается борьба за власть. Олимпийцы, утратившие былую преданность людей, теряют контроль над тюрьмой, в которой заключены титаны и их глава Кронос, свирепый родитель Зевса, Аида и Посейдона. Давным-давно эта троица свергла отца, оставив его гнить в пучине Тартара, в темнице, расположенной в глубине изобилующего пещерами подземного мира. Персей не может игнорировать зов крови, когда Аид и божественный сын Зевса Арес предают богов и договариваются с Кроносом о том, чтобы схватить Зевса. Сила титанов растет, в то время как могущество Царя богов слабеет, а силы Аида ищут путь, чтобы прорваться на землю. Заручившись поддержкой королевы-воительницы Андромеды, полубога и сына Посейдона Агенора и отверженного бога Гефеста, Персей храбро отправляется в рискованное путешествие по подземному царству, чтобы спасти Зевса, свергнуть титанов и спасти человечество.

### Месть титанов (отменён)
В ноябре 2011 года Warner Bros. наняла Дэна Мазо и Дэвида Лесли Джонсона, написавшим вместе «Гнев Титанов», разработать и написать сценарий для третьей части «Месть титанов».. Но в мае 2013 года фильм был отменён из-за негативной критики предыдущих фильмов, а также из-за отсутствия идей.

## Персонажи
| Персонаж                                 | Фильм                                      | Фильм                                  | Фильм               |
| Персонаж                                 | Битва титанов (1981)                       | Битва титанов (2010)                   | Гнев титанов (2012) |
| ---------------------------------------- | ------------------------------------------ | -------------------------------------- | ------------------- |
| Персей                                   | Гарри Хэмлин                               | Сэм Уортингтон                         | Сэм Уортингтон      |
| Андромеда                                | Джуди Боукер                               | Алекса Давалос                         | Розамунд Пайк       |
| Зевс                                     | Лоренс Оливье                              | Лиам Нисон                             | Лиам Нисон          |
| Аид                                      |                                            | Рэйф Файнс                             | Рэйф Файнс          |
| Посейдон                                 | Джек Гвиллим                               | Дэнни Хьюстон                          | Дэнни Хьюстон       |
| Фетида                                   | Мэгги Смит                                 |                                        |                     |
| Афродита                                 | Урсула Андресс                             | Агнесс Дин                             |                     |
| Афина                                    | Сьюзен Флитвуд                             | Изабелла Мико                          |                     |
| Аполлон                                  |                                            | Люк Эванс                              |                     |
| Артемида                                 |                                            | Натали Фокс                            |                     |
| Гера                                     | Клэр Блум                                  | Нина Янг                               |                     |
| Гермес                                   |                                            | Александр Сиддиг                       |                     |
| Деметра                                  |                                            | Charlotte Comer                        |                     |
| Гестия                                   |                                            | Джейн Марч                             |                     |
| Арес                                     |                                            | Тэмер Хассан                           | Эдгар Рамирес       |
| Гефест                                   | Пэт Роуч                                   | Пол Кинмен                             | Билл Найи           |
| Медуза                                   | (кукольная мультипликация)                 | Наталья Водянова                       |                     |
| Стигийские ведьмы Пемфредо, Энио и Дейно | Флора Робсон, Анна Мэнэхэн и Фрида Джексон | Росс Маллен, Робин Берри и Грэхэм Хьюз |                     |
| Ио                                       |                                            | Джемма Артертон                        | (упоминание)        |
| Драко                                    |                                            | Мэдс Миккельсен                        |                     |
| Шейх Сулейман                            |                                            | Йен Уайт                               |                     |
| Калибос                                  | Нил Маккарти                               | Джейсон Флеминг                        |                     |
| Прокопион                                |                                            | Люк Тредэвэй                           |                     |
| Агенор                                   |                                            |                                        | Тоби Кеббел         |
| Элей                                     |                                            |                                        | Джон Белл           |

## Другие медиа
В 2010 году для Xbox 360 и PlayStation 3 вышла видеоигра, основанная на фильме 2010 года. Видеоигра получила негативные отзывы.

## Релиз

### Кассовые сборы
| Фильм                | Дата премьеры в США | Сборы         | Сборы         | Сборы         | Бюджет        | Примечание |
| Фильм                | Дата премьеры в США | В США         | За рубежом    | Общемировые   | Бюджет        | Примечание |
| -------------------- | ------------------- | ------------- | ------------- | ------------- | ------------- | ---------- |
| Битва титанов (1981) | 12 июня 1981        | 41 092 328 $  |               | 41 092 328 $  | 15 000 000 $  | [ 8 ]      |
| Битва титанов (2010) | 2 апреля 2010       | 163 214 888 $ | 330 000 105 $ | 493 214 993 $ | 125 000 000 $ | [ 9 ]      |
| Гнев титанов         | 30 марта 2012       | 83 670 083 $  | 221 600 000 $ | 305 270 083 $ | 150 000 000 $ | [ 10 ]     |
| Общие                | Общие               | 287 977 299 $ | 551 600 105 $ | 839 577 404 $ | 290 000 000 $ |            |

### Критика
| Фильм                | Rotten Tomatoes   | Metacritic      | CinemaScore |
| -------------------- | ----------------- | --------------- | ----------- |
| Битва титанов (1981) | 68 % (41 отзыв)   | 59 (9 отзывов)  |             |
| Битва титанов (2010) | 27 % (262 отзыва) | 39 (37 отзывов) | B           |
| Гнев титанов         | 27 % (172 отзыва) | 37 (32 отзывов) | B+          |
| Средний рейтинг      | 41 %              | 38 %            | B           |